# Бета-кремнієвий ефект
Бета-кремнієвий ефект — явище, коли силільна група, що перебуває в бета-положенні відносно карбокатіону, стабілізує його. Стабілізація досягається через гіперкон'югацію порожньої p-орбіталі карбокатіону з сигма-орбіталлю зв'язку Si-C. Необхідною умовою такої взаємодії є антиперіпланарне положення силільної та відхідної груп перед утворенням карбокатіону.